# Gilmar Silva Santos
Gilmar Silva Santos, mais conhecido simplesmente como Gilmar (Ubatã, 9 de março de 1984), é um ex-futebolista brasileiro que atuava como atacante e meio-campo.

## Carreira
Foi revelado pelo Vitória em 2003, onde permaneceu por cinco anos e conquistou os campeonatos baianos de 2003, 2004 e 2005, sendo inclusive artilheiro desse último, além de ter conquistado a Copa do Nordeste de 2003. No rubro-negro baiano, revezava entre o meio-campo e o ataque.
Em 2006, foi para o Santos, pelo qual foi campeão paulista naquele ano.
No ano seguinte, foi para o futebol japonês, disputando o campeonato pelo Tokyo Verdy 1969. Passou também pelo Yokohama FC antes de ser contratado pelo Náutico, em junho de 2008.
No time pernambucano, estreou em 29 de junho, contra o Palmeiras. Naquele ano, atuou pouco e marcou 5 gols pelo clube.
Em 2009, com a saída do ídolo Felipe para o Goiás, ganhou a titularidade, se destacou e foi eleito o melhor jogador do estadual de 2009, do qual marcou 14 gols. No dia 30 de agosto do mesmo ano, sendo um dos maiores artilheiros do Brasil naquele momento,[carece de fontes?] acertou transferência de três anos com um time da segunda divisão francesa, o Guingamp. Marcou 34 gols pelo clube nesta passagem.
Em julho de 2010, quase foi emprestado ao Corinthians, mas em virtude de um problema cardíaco, a negociação não se concretizou. Assim, um mês depois, assinou com o Grêmio Prudente para a disputa da Série A. No clube, sofreu uma lesão no ligamento do joelho e teve de passar por uma cirurgia em novembro, e, ao fim do campeonato, o Prudente acabou rebaixado. O atacante só retornou em junho de 2009 e, como ficou sem receber salários neste meio tempo, acionou a FIFA.
No ano de 2011, disputou a Série B pelo São Caetano.
Para a temporada de 2012, Gilmar foi anunciado como reforço do Avaí. Sua estreia pelo time foi pela última rodada do turno do Campeonato Catarinense, Gilmar substituiu o seu companheiro Neilson e o Avaí saiu derrotado por 1 a 0 para o Metropolitano na Ressacada. Pela segunda rodada do returno, o Avaí enfrentou o Criciúma no Heriberto Hülse e venceu por 2 a 0, mas o fato ruim ficou por parte de Gilmar. Após a última substituição do jogo do treinador Mauro Ovelha ser anunciada, atleta não se conformou e chutou uma placa de publicidade em tom de desaprovação. Dois dias depois do fato, o gerente de futebol do Avaí Carlos Arini, anunciou a suspensão do jogador por tempo indeterminado. Sua situação não foi revertida e Gilmar foi dispensado pelo clube. Ao mesmo tempo de sua dispensa pelo Avaí, Gilmar foi anunciado como reforço do Criciúma. Ele não pode atuar no estadual por já estar inscrito por outro clube, e foi utilizado na Série B do Campeonato Brasileiro.
Em janeiro de 2013, após deixar o Criciúma, acertou com o Oeste de Itápolis para a disputa do Paulistão 2013.
No dia 16 de agosto de 2013, por indicação de Roberto Fernandes com que já havia trabalhado no Náutico, acertou para defender o ABC na disputa do Campeonato Brasileiro.
No ano de 2017, Gilmar foi contratado para defender o Itumbiara na primeira divisão do Campeonato Goiano. Na 4ª rodada do Campeonato Goiano de 2017, marcou três gols no empate com o Atlético Goianiense, no Estádio Olímpico de Goiás, e pediu música no programa Fantástico, da Rede Globo. O atleta teve bom desempenho e foi o artilheiro da competição com 8 gols e, ajudou o time da divisa de Goiás com Minas Gerais a conquistar uma vaga para o Campeonato Brasileiro da Série D de 2018. Porém o Itumbiara já tinha vaga assegurada na Série D de 2017. A equipe estreou com vitória no Estádio JK jogando contra o Audax-SP com um gol de Gilmar, que, voltaria a marcar pela terceira rodada da competição em partida contra a Portuguesa do Rio de Janeiro, o jogo terminou empatado por 1 a 1. Ainda com o campeonato em andamento no mês de junho de 2017, Gilmar deixou o Itumbiara e voltou para a equipe do Náutico.
Para 2019, acertou com o Vitória das Tabocas.
No final de 2019, anunciou aposentadoria em comunicados nas redes sociais.

## Títulos
Vitória
- Copa do Nordeste: 2003
- Campeonato Baiano: 2003, 2004 e 2005

Tokyo Verdy
- Vice-campeão Japonês da segunda divisão: 2007

Santos
- Campeonato Paulista: 2006

Criciúma
- Vice-Campeão Brasileiro da Série B: 2012

Santo André
- Campeonato Paulista - Série A2: 2016

América-RN
- Campeonato Potiguar: 2015

### Prêmios individuais
- Artilheiro do Campeonato Baiano: 2004
- Prêmio Belfort Duarte: 2008
- Melhor jogador do Campeonato Pernambucano - 2009 pelo Troféu Lance Final[4]
- Artilheiro do Campeonato Goiano: 2017 (8 gols)
- Seleção do Campeonato Goiano: 2017